# Primera División (Paraguay)
División Profesional de la Asociación Paraguaya de Fútbol, známá též jako Primera División, je 1. paraguayská fotbalová liga. Momentálně je dle sponzora známá též jako Copa de Primera TIGO-Vision Banco. 

## Historie
Amatérská liga vznikla roku 1906 jako Liga Paraguaya de Fútbol. Od roku 1935 se hraje profesionální liga.
Do roku 2007 se vyhlašoval 1 mistr ročně - liga se hrála v 1 celém kalendářním roce. Od roku 2008 jsou udělovány 2 tituly ročně (Apertura a Clausura).

## Mistři
(Aktuální do Clausura 2019)
| Klub             | Mistr | Roky |
| ---------------- | ----- | --- |
| Olimpia          | 44    | 1912, 1914, 1916, 1925, 1927, 1928, 1929, 1931, 1936, 1937, 1938, 1947, 1948, 1956, 1957, 1958, 1959, 1960, 1962, 1965, 1968, 1971, 1975, 1978, 1979, 1980, 1981, 1982, 1983, 1985, 1988, 1989, 1993, 1995, 1997, 1998, 1999, 2000, 2011 Clausura, 2015 Clausura, 2018 Apertura, 2018 Clausura, 2019 Apertura, 2019 Clausura |
| Cerro Porteño    | 32    | 1913, 1915, 1918, 1919, 1935, 1939, 1940, 1941, 1944, 1950, 1954, 1961, 1963, 1966, 1970, 1972, 1973, 1974, 1977, 1987, 1990, 1992, 1994, 1996, 2001, 2004, 2005, 2009 Apertura, 2012 Apertura, 2013 Clausura, 2015 Apertura, 2017 Clausura                                                                                  |
| Libertad         | 20    | 1910, 1917, 1920, 1930, 1943, 1945, 1955, 1976, 2002, 2003, 2006, 2007, 2008 Apertura, 2008 Clausura, 2010 Clausura, 2012 Clausura, 2014 Apertura, 2014 Clausura, 2016 Apertura, 2017 Apertura |
| Guaraní          | 11    | 1906, 1907, 1921, 1923, 1949, 1964, 1967, 1969, 1984, 2010 Apertura, 2016 Clausura |
| Nacional         | 9     | 1909, 1911, 1924, 1926, 1942, 1946, 2009 Clausura, 2011 Apertura, 2013 Apertura |
| Sol de América   | 2     | 1986, 1991 |
| Sportivo Luqueño | 2     | 1951, 1953 |
| Presidente Hayes | 1     | 1952 |